# 6457 Kremsmünster
A 6457 Kremsmunster (ideiglenes jelöléssel 1992 RT) a Naprendszer kisbolygóövében található aszteroida. Lutz Schmadel és Freimut Börngen fedezte fel 1992. szeptember 2-án.